# Corvus tristis
El cuervo gris (Corvus tristis) es una especie de ave en la familia Corvidae. Mide unos 42 a 45 cm de largo, la pigmentación de las plumas de los juveniles es marcadamente distinta de la de otros miembros de este género.

## Descripción
Las plumas de la cola son relativamente largas y escalonadas, y sus patas son relativamente cortas. El adulto posee un color negro con algunas plumas de las alas y colas con manchas blancas aleatorias. una amplia zona alrededor del ojo se encuentra desnuda sin plumas y la piel es de color rosado siendo los ojos de color azulino-blanco. Su pico es muy variable, algunos ejemplares tienen una mandíbula superior azulada y la inferior blanquecina-rosada, mientras que en otros todo el pico es de color blanquecino-rosado con el extremo más oscuro. Los agujerillos nasales que son muy prominentes en otros cuervos en esta especie son de menor tamaño.
Los ejemplares juveniles poseen un plumaje de tono parejo de un tono pardo claro a crema, mientras que las alas, cola y plumas primarias son pardas-negruzcas y la cabeza y partes inferiores a menudo son casi blancas.

## Distribución y hábitat
Esta especie habita en la isla de Nueva Guinea y las islas vecinas,  mora en bosque primarios y secundarios tanto en bosques bajos como montanos hasta elevaciones de 1350 m.

## Dieta
Se alimenta tanto a nivel del suelo como en los árboles. Su alimentación es muy variada. Una parte muy importante de su dieta son frutas, si bien también ingiere animales pequeños tales como ranas y larvas de insectos acuáticos  que captura en aguas poco profundas o bancos de arena en los ríos.